# Gvaš
Gvaš je vrsta vodenih boja. Priprema se tako da se napravi tutkalna otopina te doda kreda kao punilo i odgovarajući pigment. Tako nastaje gušća boja koja nema više onu prozirnost akvarela. Boje budu svjetlije pod utjecajem bijelog pigmenta.
Gvaš (gouache) se kao termin počeo koristiti u Francuskoj u 18. stoljeću, ali tehnika se upotrebljavala u Europi već u 16.stoljeću.